# Битка код Маркелија (756)
Битка код Маркелија вођена је 756. године код Маркелија, близу данашњег града Карнобата у Бугарској између војске Византијског царства са једне и бугарске војске са друге стране. Битка је део Византијско-бугарских ратова, а завршена је победом Византинаца. Не треба је мешати са битком код Маркелија која се одиграла 792. године.

## Увод
Године 775. завршен је дуг период мира између Византије и Бугарске због настојања византијског цара Константина V да, охрабрен победама над Арапима, учврсти своје границе са Бугарском. 755./756. године Константин V Копроним, је настанио у Тракију, Павлакијанце, Сиријце и Јермене, са циљем да повећа број становништва на граници са Бугарском. Убрзо избија рат у коме Бугари стижу до самих зидина Цариграда где су поражени од византијске војске. Наредне године Константин организује казнену кампању против Бугарске којом сада влада нови кан Винех.

## Битка
Пет стотина византијских бродова пљачкало је подручје око делте Дунава. Сам цар, водећи главнину, напредовао је у Тракији и сукобио се са Бугарима код замка Маркилеје, у близини данашњег града Карнобата. Детаљи битке су непознати, али се зна да је она завршена Константиновом победом. Како би зауставили даљи продор Византинаца, Бугари шаљу таоце у Цариград. Међутим, Константин три године касније организује нову експредицију против Бугара која се завршава поразом у бици код Ришког превоја.